# Slaget vid Gadebusch
Slaget vid Gadebusch utkämpades den 9 december (g.s.) 1712 mellan Sverige å ena sidan och Danmark och Sachsen å den andra utanför samhället Gadebusch. Den svenska hären, med Magnus Stenbock i täten, segrade - den sista stora segern för det svenska stormaktsväldet.

## Bakgrund
Sverige hade under år 1712 förlorat alla sina besittningar söder om Östersjön till Danmark, Sachsen och Ryssland. Wismar och Stettin var belägrade. Sverige såg det som ytterst viktigt att inte förlora Stralsund, där de allierade samverkat i en belägring. Därför hade den svenske generalen Magnus Stenbock arbetat fram en plan för att föra över en svensk armé till Pommern. I september skeppades soldater över från Karlskrona till Rügen, men förråden blev kvar på skeppen, vilka anfölls och erövrades eller sänktes av den danska flottan. Det dröjde fyra veckor innan den svenska armén kom över från Rügen till fastlandet. Stenbock beslöt att, istället för att anfalla en stark rysk-sachsisk armé söder om Stralsund, dra sig västerut mot Mecklenburg. Därigenom skulle han kunna omfatta eller splittra styrkan, samt förhindra att de allierade styrkorna skulle kunna förenas. I början av november slog svenskarna läger väster om Rostock. En fjorton dagars vapenvila slöts, under vilken Stenbocks armé återhämtade krafterna, medan den danska armén under Jobst von Scholten förflyttade sig närmare de rysk-sachsiska trupperna. Den 3 december kom danskarna fram till Gadebusch och den 8 december slog svenskarna läger cirka en mil öster om staden. Under den efterföljande natten förflyttade sig danskarna till en bättre ställning tre kilometer söderut.

## Slaget
Om morgonen sändes från svenska sidan överste Bassewitz med 200 hästar, att besikta och undersöka fiendens stånd och läger, varpå armén efter förrättad gudstjänst följde i fem kolonner, liksom dagen förut.
Efter en stund träffade överste Bassewitz på en fientlig fältvakt, som strax drog sig tillbaka, och han kom sedan så nära danskarnas position, att han kunde iaktta deras ställning.
De hade natten mellan den 8 och 9 december dragit sig ur sitt läger vid Gadebusch, och ställt sig i slagordning ganska fördelaktigt på en höjd ett stycke därifrån. På höger sida hade de en stor skog, på vänstra sidan täckes de av strömmen vid Gadebusch, och framför sig hade de ett moras, som även var genomskuret av samma ström. När översten kom tillbaka med rapporten satte fältmarskalk Stenbock sig till häst, trots att han ännu var ganska svag av sjukdom, och tog själv platsen i översikt. Han befann danskarnas fördel vara sådan att han varken till höger eller vänster kunde komma an mot dem. Höjden till höger var besatt med några danska bataljoner med stöd av kavalleri och artilleripjäser, endast mitt fram fanns en öppning, ungefär tusen fot bred, varigenom armén måste defilera under beskjutning av danskarna. De hade dock endast kanoner på sin högra (svenskarnas vänstra) sida, och inga i skogen till vänster, och Stenbock bestämde sig för att med kanonerna beskjuta danskarnas ställningar på höjden för att därefter kunna rycka fram längs den planerade vägen.
Klockan tolv på dagen ryckte överstelöjtnant Cronstedt fram med 12 kanoner, och började beskjuta den danska höjden. Sedan danskarna dragit sig tillbaka något inleddes anfallet omkring klockan 13. Kampen blev hård, och särskilt Dalregementet förlorade en stor del av sina officerare. Det danska kavalleriet var de första att vika från platsen. På den högra flygeln vek danskarna först, på den vänstra däremot blev de svenska attackerna tillbakaslagna. Men när väl den högra flygeln vikt sig tvingades dessa att retirera. Under eftermiddagen hade snöslask börjat falla, och när danskarna började vika vid fyratiden var det för mörkt för svenskarna att kunna uppta förföljandet. Man hade också själv lidit svåra förluster.
Generallöjtnant Carl Gustaf Dücker som anförde vänstra flygeln fick under slaget en kula i vänstra kindbenet, och kulan blev kvarsittande i hans hals.
Överste Palmfelt som anförde Västgöta-Dals regemente fick en kula i veka livet och avled några dagar efter slaget.
På den danska sidan undkom greve von Fleming och danske kungen, men generalmajor Daa och brigadieren Bülow stupade. Generalmajor Mörner blev fången, men fick mot revers tillstånd att ge sig av hemåt.

## Följder

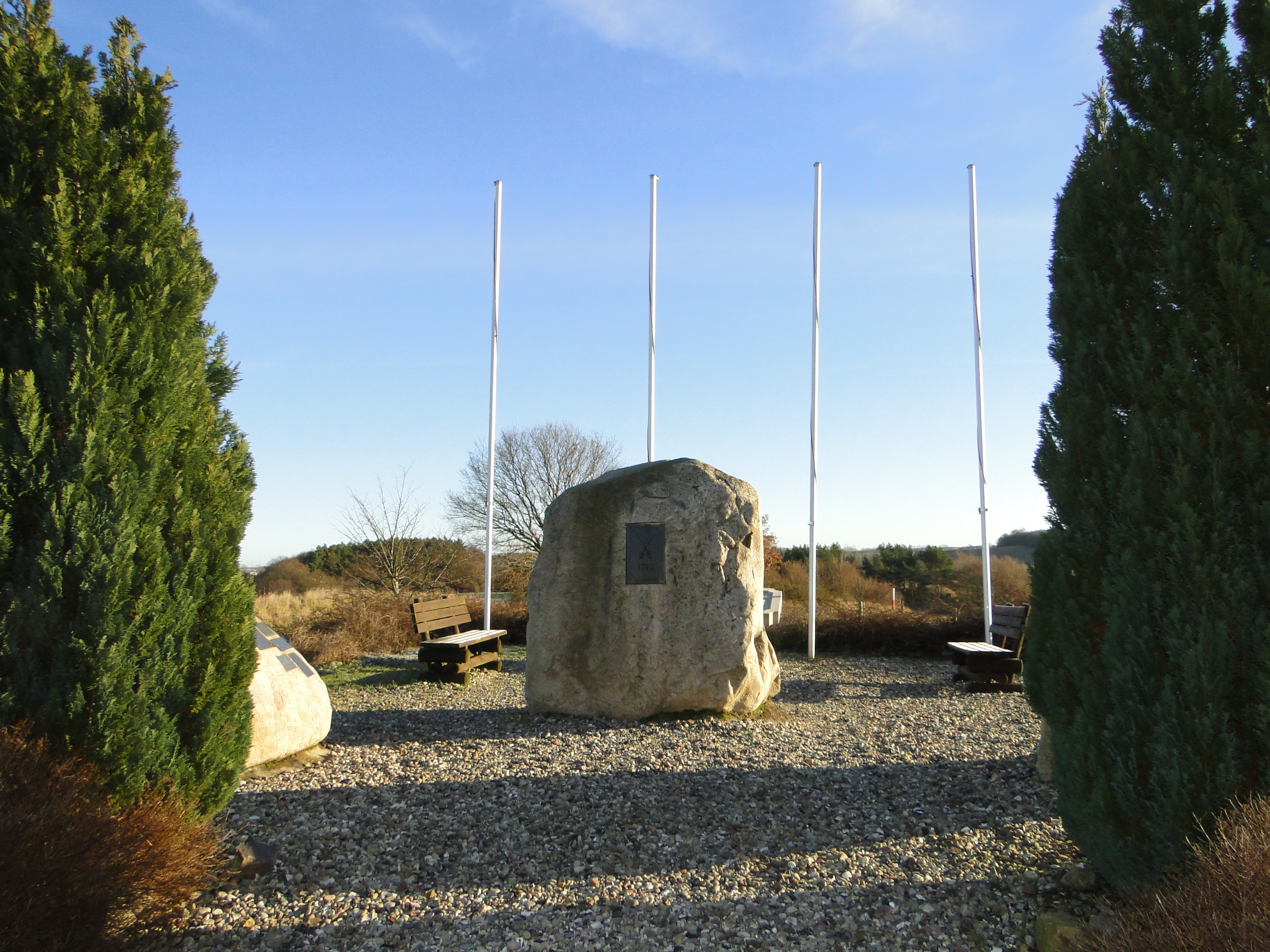
Minnesmärket över slaget vid Gadebusch.

Slaget blev inte en avgörande framgång för svenskarna, då en stor del av de danska och sachsiska trupperna kom undan. Dock hade Stenbock slagit isär den järnring med vilken motståndarna omringat Sverige. Det blev den sista stora segern för det svenska stormaktsväldet, men den saknade strategisk betydelse. Stenbocks insats uppskattades av Karl XII och han utnämndes till fältmarskalk. Vid belägringen av Tönning påföljande vår tvangs hären kapitulera strax norr om Elbes mynning p.g.a. brist på ammunition. Stenbock fördes till fängelse i Danmark.

## Deltagande svenska regementen
Vänstra flygeln
- Pommerska dragonregementet (5 skvadroner)
- Riksänkedrottningens livregemente till häst (8 skvadroner)
- Pommerska kavalleriregementet (4 skvadroner)
- Verdiska dragonregementet (10 skvadroner)

Centern
Första linjen
- Elbingska infanteriregementet (2 bataljoner)
- Stralsundska regementet (1 bataljon)
- Närke-Värmlands regemente (2 bataljoner)
- Västmanlands regemente (2 bataljoner)
- Artilleriregementet (30 pjäser och 300 man)

Andra linjen
- Dalregementet (1 bataljon)
- Västgöta-Dals regemente (2 bataljoner)
- Östgöta infanteriregemente (1 bataljon)
- Älvsborgs regemente (2 bataljoner)

Tredje linjen (vänstra flygeln)
- Dalregementet (1 bataljon)
- Hälsinge regemente (2 bataljoner)

Tredje linjen (högra flygeln)
- Östgöta infanteriregemente (1 bataljon)
- Södermanlands regemente (2 bataljoner)

Högra flygeln
- Bremiska kavalleriregementet (4 skvadroner)
- Västgöta kavalleriregemente (6 skvadroner)
- Bassewitz dragonregemente (2 skvadroner)
- Bremiska dragonregementet (5 skvadroner)

Marschalks grupp
- Bassewitz dragonregemente (2 skvadroner)
- Bremiska dragonregementet (5 skvadroner)